# Joseph-Nicolas de Montenach
Joseph-Nicolas de Montenach (getauft 25. Februar 1709 in Freiburg; † 5. Mai 1782 ebenda) war ein Schweizer römisch-katholischer Geistlicher und Bischof von Lausanne. Er gilt als Vertreter eines aufgeklärten und moderaten Katholizismus.

## Leben
Er war der Sohn des Béat Nicolas de Montenach, Mitglied des Kleinen Rates, und der Anne Marie Carmintran. Die Priesterweihe empfing Joseph-Nicolas de Montenach am 8. März 1732 in Freiburg. Von 1737 bis 1739 war er Prior in Broc und Assessor der Bischofskurie in Freiburg.
Am 22. November 1758 wurde er zum Bischof von Lausanne ernannt. Die Bischofsweihe spendete ihm am 12. Februar 1759 in Porrentruy der Bischof von Basel, Josef Wilhelm Rinck von Baldenstein.
Im Zusammenwirken mit dem Nuntius Niccolò Oddi versuchte Joseph-Nicolas de Montenach, eine der beiden Kartausen im Kanton Freiburg aufheben zu lassen, um das Vermögen des Bistums zu vergrößern, blieb dabei jedoch erfolglos. Lediglich die Einkünfte der Kartause La Valsainte flossen ab 1778 teilweise dem bischöflichen Stuhl zu. Der von ihm unterstützte Versuch Oddis, die Einwilligung des Papstes zur Erhebung der Stiftskirche St. Niklaus von Freiburg zur Kathedrale zu erhalten, traf auf den Widerstand der Kurie.
Zur Erhaltung der kirchlichen Disziplin arbeitete Joseph-Nicolas de Montenach eng mit der Regierung des Kantons Freiburg zusammen, in der viele Verwandte von ihm sassen. Seine Erlasse erinnerten den Klerus an dessen Pflicht, die Pfarrschulen zu visitieren und die Verbreitung «schlechter Lektüre» zu verhindern. Er bekämpfte ausufernde Volksbräuche im Zusammenhang mit der Heiligenverehrung und reichte 1780 auf Wunsch der Kantonsregierung in Rom eine Bittschrift um Verringerung der Anzahl an Feiertagen ein. Diese Massnahmen förderten den Ausbruch der Unruhen von 1781. Joseph-Nicolas de Montenach verurteilte die Aufstände, wie auch die religiöse Verehrung ihres Anführers Pierre-Nicolas Chenaux nach dessen Tod.